# Памятное (Курганская область)
Памятно́е — село в Белозерском районе Курганской области России. Центр Памятинского сельсовета.

## География
Расположено на реке Тобол, в 15 км от федеральной автодороги Р254 «Иртыш». Подъезд к Тюмени, в 71 километре от Кургана. Ближайшие населённые пункты: деревни Усть-Суерское, Вагино, Екимово, Стенниково.

### Климат
Климат умеренный континентальный, засушливый. Зима морозная, лето тёплое.
| Показатель              | Янв. | Фев.  | Март | Апр. | Май  | Июнь | Июль | Авг. | Сен. | Окт. | Нояб. | Дек.  | Год |
| ----------------------- | ---- | ----- | ---- | ---- | ---- | ---- | ---- | ---- | ---- | ---- | ----- | ----- | --- |
| Средняя температура, °C | −16  | −14,9 | −7,3 | 3,9  | 12,0 | 17,8 | 19,3 | 16,4 | 10,1 | 3,3  | −7,1  | −13,7 | 2,0 |
| Норма осадков, мм       | 20   | 12    | 14   | 17   | 39   | 48   | 63   | 52   | 43   | 30   | 25    | 22    | 385 |
| Источник: .             |      |       |      |      |      |      |      |      |      |      |       |       |     |

## Население
| 1710 | 1763 | 1782 | 1795 | 1816 | 1834 | 1850 |
| ---- | ---- | ---- | ---- | ---- | ---- | ---- |
| 279  | ↗412 | ↘264 | ↗395 | ↘370 | ↗414 | ↗435 |
| 1868 | 1893 | 1912 | 1926 | 1989 | 2002 | 2004 |
| ↗505 | ↗598 | ↗639 | ↗670 | ↗757 | ↘715 | ↗764 |
| 2010 |      |      |      |      |      |      |
| ↘619 |      |      |      |      |      |      |

Национальный состав
- По переписи населения 2002 года проживало 715 человек, из них русские — 99 %.
- По данным переписи 1926 года в д. Памятная проживало 670 чел., все русские.

## Историческая справка
В окрестностях села расположен археологический памятник — курганный могильник «Памятное-1».
Деревня Памятная была основана около 1685 года. В XVIII в. в административном отношении селение относилось к Усть-Суерской слободе Ялуторовского дистрикта, а с образованием уездов и волостей вошло в состав Усть-Суерской волости Курганского уезда Тобольской губернии.
В Ведомости Ялуторовского дистрикта Усть-Суерской слободы от 25 января 1749 года указано, что в деревне Памятинской 47 дворов, в которых крестьян, мужчин в возрасте от 18 до 50 лет — 71 человек, у них огнестрельного оружия: 6 винтовок (у Дмитрия Рыбина, у Матвея Неупокоева, у Максима Зотина, у Ивана Аристова, у Фёдора Шевелёва, у Василия Екимова), 1 турка (у Якова Новожилова), 1 мушкет (у Филиппа Неупокоева).

### Гражданская война
17 июня 1918 года добровольческий отряд совместно с белочехами (около 130 пеших и 15 конных) вышел из г. Кургана для преследования отряда красных под командованием председателя крестьянской секции курганского совдепа Дмитрия Егоровича Пичугина. Утром 18 июня отряд прибыл в с. Белозерское и оттуда двинулся к с. Усть-Суерскому. Белочехи заняли в Усть-Суерском переправу через Тобол, а местные сообщили, куда двинулись красноармейцы. Красноармейцы были взяты в плен штаб-ротмистром Гусевым. Отряд забрав отнятое оружие (150 винтовок) и 21 пленного двинулись в обратный путь. Рядовые были отпущены, из них 5 решили вступить в добровольческий отряд. По дороге, 23 июня 1918 года, Д.Е. Пичугин и один из его соратников расстреляны.
Ночью 15 августа 1919 года красный 269-й Богоявленско-Архангельский полк, наступавший в авангарде, двигаясь по дорогам идущим севернее Илецко-Иковского бора подошёл к д. Обабково. Здесь отход белой армии прикрывал 5-й Сибирский казачий полк под командованием войскового старшины П.И. Путинцева. На левом фланге 3-й красной бригады наступал 268-й Уральский полк на д. Доможирово. Здесь оборонялся отходивший в арьергарде белых частей батальон 14-го Иртышского полка, при поддержке взвода артиллерии. Оказывая упорное сопротивление, белый батальон с боем отходил через д. Куликово (Палкино), к переправе у д. Речкино. Занимавший севернее д. Скатово (Сладкий Лог) белый 59-й Саянский полк 15-й Омской дивизии, обнаружив отход соседей, без боя оставил свою позицию и отошел восточнее деревни, где окопался. Красноармейцы под флагом с надписью: «В Сибирь за хлебом!» заняли д. Куликово. С утра 17 августа 1919 года, красный 268-й Уральский полк выступил побатальонно из дд. Скопино, Доможирово и Скатово на д. Речкино. Оставив у д. Речкино один из своих батальонов, весь красный 268-й Уральский полк двинулся вниз по течению реки Тобол. После короткой перестрелки была занята д. Русаково, где 1-му батальону сдалась в плен рота белых солдат из 30 человек. Здесь, на участке от д. Речкино до д. Русаково, был оставлен окапываться по берегу еще один батальон полка. Оставшиеся два батальона, продолжали наступать на север на д. Екимово. После боя белый 13-й Омский полк стал отходить к переправе в д. Мысовой (между Памятное и Екимово). Едва последние цепи вступили на мост, как на окраине деревни показались около 100 местных вооружившиеся крестьян и партизан-«кустарников», открывших огонь по прикрывавшей переправу белой цепи. Отбросив белых за реку, два батальона красного 268-го Уральского полка не останавливаясь, атаковали с фронта и в правый фланг 16-й Ишимский полк, оборонявшийся в предмостном укреплении у д. Волосниково. К этому времени, в рядах белого полка насчитывалось 36 офицеров, 727 строевых и 198 нестроевых солдат. Бой шел весь день. Около 3 часов ночи понесший большие потери белый 16-й Ишимский полк оставил предмостное укрепление, отойдя на восточный берег Тобола. За собой, бойцы уничтожают переправу у д. Волосниково. Штаб белой 4-й Сибирской дивизии остановился в с. Романово, её 16-й Ишимский полк занимал позиции от д. Волосниково до д. Памятное, 13-й Омский полк оборонялся у дд. Памятное и Екимово, а 15-й Курганский полк держал позицию от д. Екимово до излучины Тобола у д. Пешной (Песчаной). В резерве находился 14-й Иртышский полк (весь полк насчитывал около 300 штыков). С утра 22 августа 1919 года красный 270-й Белорецкий полк, атаковал переправу у д. Пешная (Песчаная). Здесь, сменив на позиции сибирских стрелков, оборону заняли две роты белого 1-го Красноуфимского полка и сотня 5-го Сибирского казачьего полка. Севернее их, вплоть до д. Памятное располагался 14-й Иртышский полк (300 штыков) с командами конных разведок, выделенными из остальных полков дивизии. Напротив д. Памятное, позиции занимал 4-й Сибирский егерский батальон. Остальные части белой 4-й Сибирской дивизии, по приказу комгруппы генерала Г.А. Вержбицкого, уже начали отход в тыл к дд. Щукино и Бородино. С 24 августа 1919 года, начался общий отход 2-й армии генерала Н.А. Лохвицкого на восток по всей линии фронта.

### После гражданской войны
В 1919 году образован Памятинский сельсовет.
В годы Великой Отечественной войны на фронт из Памятного были призваны 220 человек, из них 89 погибли, сражаясь за Родину, 35 пропали без вести
В годы советской власти жители села работали в колхозе «Заветы Ильича».

## Церковь
Со времени своего образования д. Памятная относилась к приходу Николаевской церкви, расположенной в слободе Усть-Суерской.

### Часовня
Время постройки первой деревянной часовни не установлены, но известно, что в 1844 г. она уже существовала, но с 1849 г. уже не числится. Сведений о том, в честь какого святого или праздника она была устроена, не сохранилось.
В 1889 году жители деревень Памятной, Мысовой и Екимовой, подали прошение о разрешении им на свои средства построить в д. Памятной деревянную на каменном фундаменте церковь в память о спасении царской семьи при крушении поезда 17 (29) октября 1888 года. Так как событие это произошло в день, в который празднуется память Святого Андрея Критского, то прихожане решили построить храм во имя этого святого. В том же году Тобольская духовная консистория разрешила постройку указанной церкви, но с условием, что она будет не самостоятельной, а приписной к Петро-Павловской церкви с. Речкинского, прихожанами которой являлись жители деревень Мысовой и Екимовой. Но прихожане на это условие не согласились и в результате совсем отказались от постройки храма.
К 1905 году была построена деревянная часовня, в которой разместилась и церковная школа. Она была выстроена по одному плану с такой же часовней-школой в д. Вагиной, составленному техником Пермяковым. Высокое и светлое деревянное на каменных столбах здание было покрыто железом и состояло из пяти комнат: самой часовни, большой классной комнаты на пятьдесят учащихся, комнаты учителя, кухни и прихожей с двумя крыльцами. Торжественное освящение вновь построенной часовни-школы в честь Всех Святых было совершено по благословению Преосвященнейшего Антония, епископа Тобольского и Сибирского, 14 ноября 1905 года священником Иаковом Серебренниковым в сослужении священника Речкинской церкви Василия Затопляева и законоучителя школы священника Николая Наумова при большом стечении народа. В дальнейшем здание действовало как церковная школа, а в помещении собственно часовни по праздникам отправлялись положенные богослужения. В последний раз часовня-школа в д. Памятной упоминается, как действующая в 1916 году О её существовании в последующее время сведений не обнаружено.

## Общественно-деловая зона
На территории села функционирует МОУ «Памятинская средняя общеобразовательная школа».
Работает дом культуры.